# Kostel Nejsvětější Trojice (Brno)
Kostel Nejsvětější Trojice se nachází v brněnské městské části Brno-Královo Pole v Božetěchově ulici. Původně byl součástí kartuziánského kláštera, v jehož budovách se v současné době nachází Fakulta informačních technologií VUT. Celý areál kláštera je chráněn jako kulturní památka České republiky.

## Historie

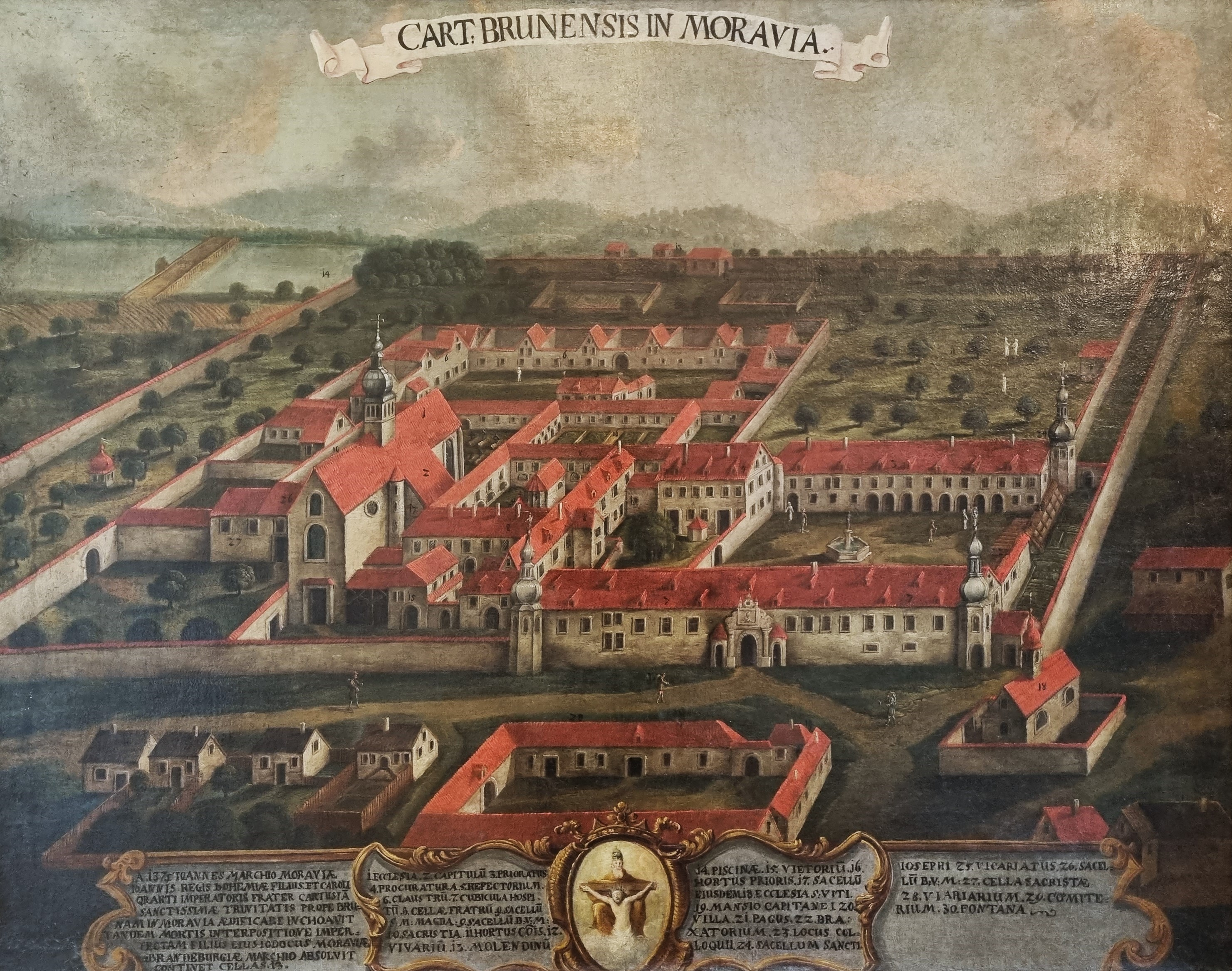
Kostel na vedutě kláštera z 2. pol. 17. stol.

Kostel spolu s klášterem ustanovil listinou ze dne 13. srpna 1375, tři měsíce před svou smrtí téhož roku, moravský markrabě Jan Jindřich spolu se svými syny Joštem, Janem Soběslavem a Prokopem. Posledně jmenovaný po své smrti spočinul na čestném místě v chóru otců. Stavba kostela započatá a dokončená v poslední třetině 14. století nebyla i přes několik požárů a barokní úpravy zásadně pozměněna. Do roku 1387 byl vystavěn halový kostel s dvojicemi přístavků podle ustáleného kartuziánského vzoru, tzv. oratoria. Po obnově kláštera po třicetileté válce byl převorem Alexandrem Převorským zakoupen na hlavní oltář obraz od rakouského malíře Tobiase Pocka z 80. let. 17. století.
Nástupem převora Athanasia Gottfrieda bylo započato s rekonstrukcí kostela v pozdně barokním duchu. Po roce 1760 byla k severní straně přistavěna stavitelem Bartolomějem Zintnerem mariánská, tzv. Švédská kaple. Vybavením kostela byla pověřena dílna brněnského sochaře Ondřeje Schweigla. Ta nechala nejprve zhotovit hlavní oltář, datovaný na tabernáklu k roku 1763. Po pořízení oltáře, bylo ale konstatováno že Pockův obraz, který měl být zachován, rozměrově nevyhovuje. Byl tak přizván malíř Josef Stern, který obraz nastavil. Následovala dvojice bočních oltářů sv. Barbory a sv. Apolonie, které byly přistaveny ke zdi lektoria. Na ně byly pořízeny plátna malířů Felixe Ivo Leichera, Josefa Tadeáše Rottera a Josefa Sterna. K vysvěcení dokončené stavby byl pozván olomoucký biskup Maxmilián z Hamiltonu, který tak učinil 31. srpna 1765.

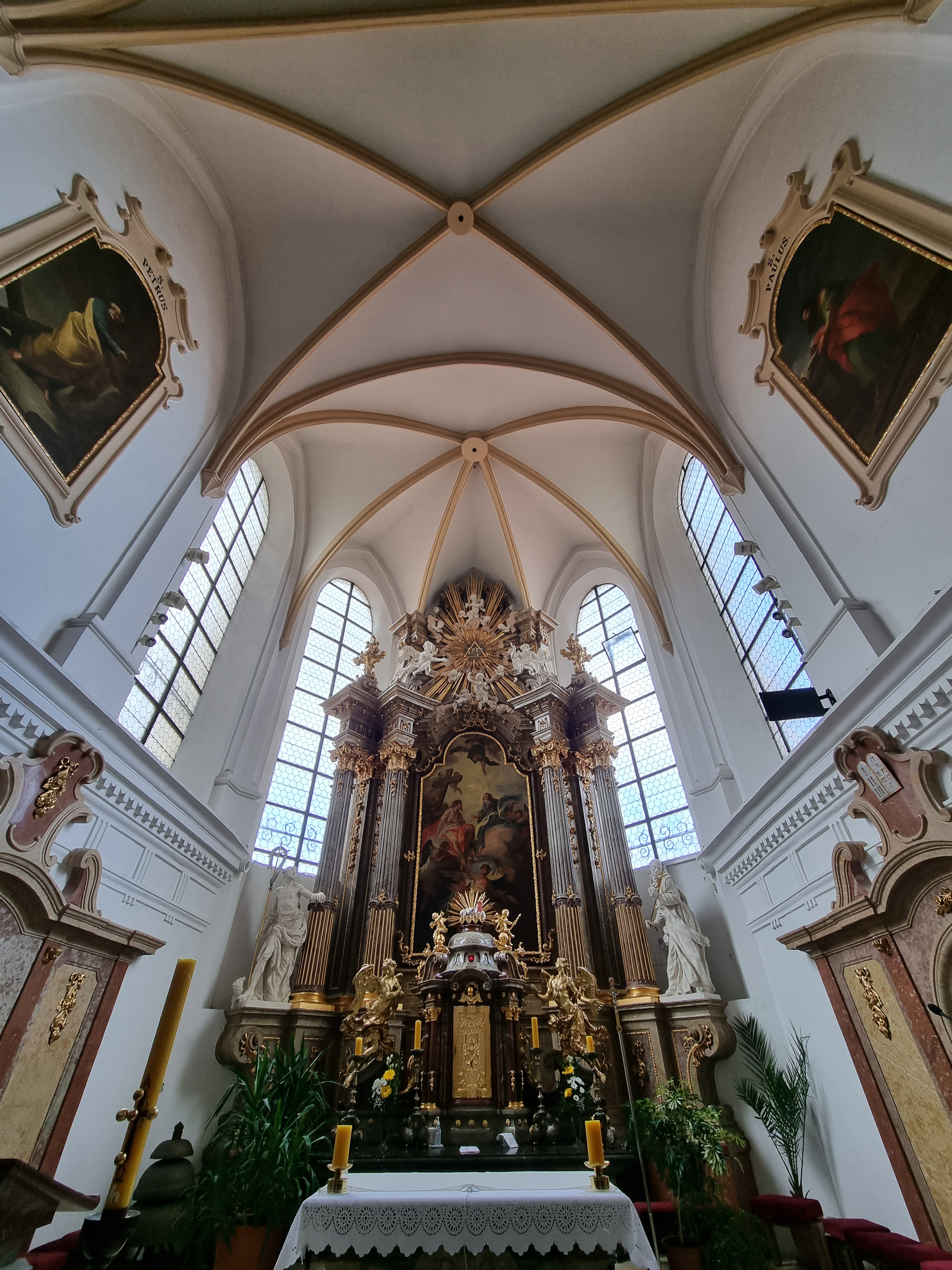
Interiér presbytáře s křížovou klenbou

V následujících letech se pokračovalo s výzdobou interiéru. Na stěnu lodi byly pověšeny obrazy dvanácti apoštolů, které dodal Josef Stern. Klenby bočních prostor, respektive sakristie, kapitulní síně a mariánské kaple vymaloval kolem roku 1769 náboženskými výjevy významný rakouský akademický malíř Franz Anton Maulbertsch. V letech 1765–1770 bylo B. Zindtnerem zvýšeno obvodové zdivo o 1,5 m. Na závěr bylo zřejmě upravováno kostelní průčelí, které navrhl a osadil sochami Ondřej Schweigl (hlavní portál datován rokem 1770).
Po zrušení kláštera Josefem II. roku 1782 a změně liturgické funkce na farní kostel, bylo přistoupeno k několika změnám v interiéru. Byla pořízena do té doby nepotřebná křtitelnice a na západní straně přistavěna hudební kruchta s varhanami. Zděné lektorium oddělující chóry bylo zbořeno, stejně tak po roce 1784 kaple sv. Máří Magdalény v malém ambitu. Po polovině 19. století byl Pockův obraz na hlavním oltáři nahrazen plátnem od akademického malíře Josefa Zeleného (signovaný a datovaný 1884). Zchátralý obraz průměrné kvality, nahradila v roce 2004 malba stejného námětu od Renaty Bartoňové. K východní straně presbytáře byla v roce 1936 století přistavena přízemní prostora sakristie. Dvojice menších lavic z chóru bratří byla prodána brněnskému a pražskému muzeu.

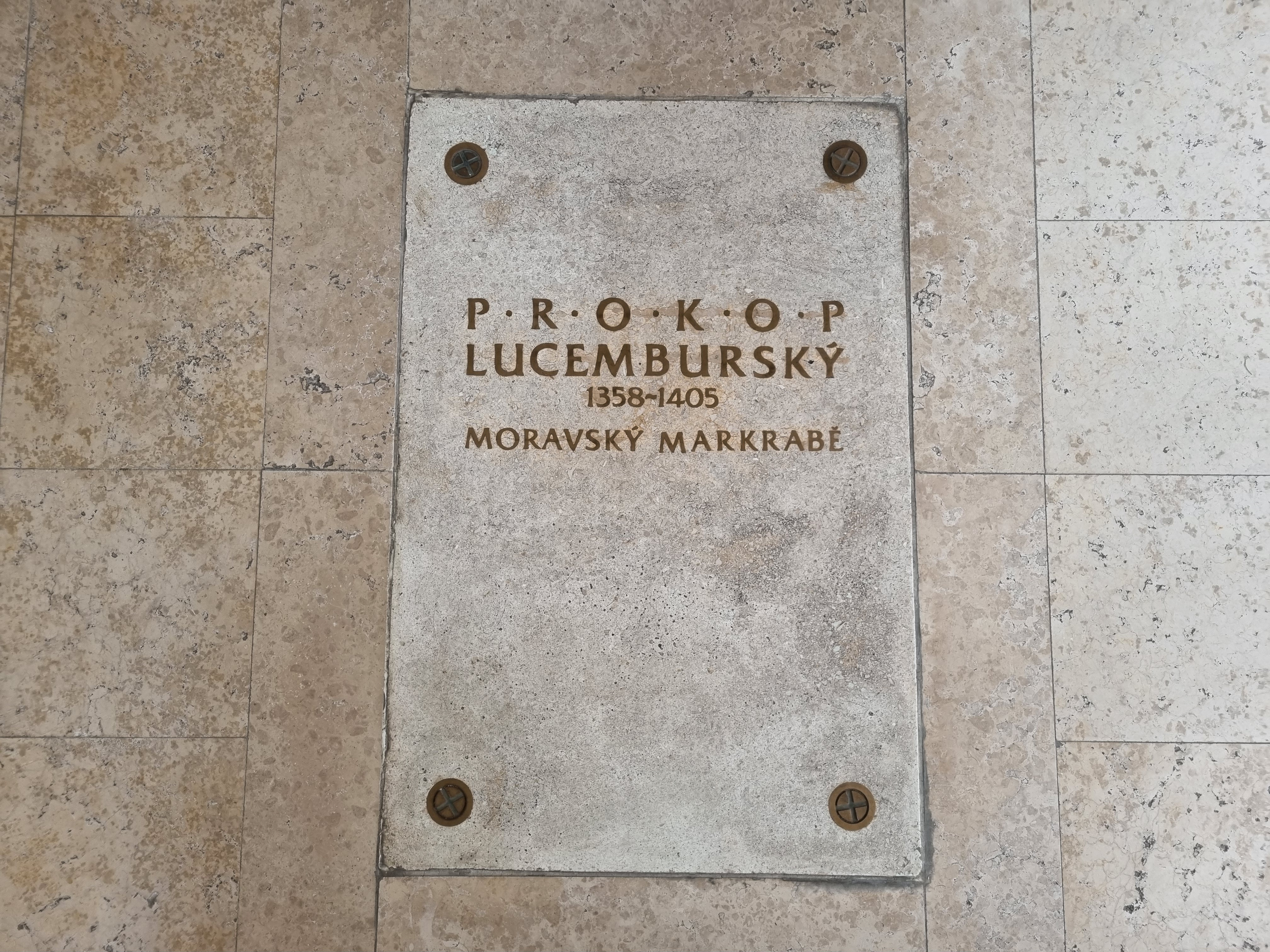
Hrobka markrabětě Prokopa Lucemburského (1358–1405)

Roku 1975 byla při opravě dlažby v chóru objevena neznáma hrobka, která byla ztotožněna s místem posledního odpočinku markraběte Prokopa Lucemburského. Po antropologickém prozkoumání ostatků Emanuelem Vlčkem, byly slavnostně uloženy 21. prosince 1988 do nové pohřební komory v Andělské kapli.. V současnosti probíhá restaurování částí mobiliáře a fresek. A hledají se se prostředky na nahrazení již nevyhovujících varhan.

### Kaple sv. Máří Magdalény
K severnímu ramenu malé křížové chodby byla přistavěna, dnes již neexistující kaple sv. Máří Magdalény. Klenbu původně gotické, barokně přestavěné kaple na trojlistém půdorysu měl vymalovat Franz A. Maulbertsch na téma zbožného pokání. Do interiéru bylo pořízeno hodnotné pozdně barokní vybavení. Především dvojice pláten tyrolského, v Itálii poučeného malíře Martina Knollera. Obrazy z roku 1781 znázorňovaly dvojici kajícníků, sv. Máří Magdalénu a sv. Petra. Opat Athanasius Gottfried si byl vědom výjimečné kvality obrazů. Nechal tak těsně po zrušení kláštera pořídit jejich kopie od malíře Josefa Svítila a originály umístil ve své soukromé galerii. Oltář kaple obohatil bronzový krucifix, který byl odlit kolem roku 1770 podle modelu Ondřeje Schweigla za na tehdejší dobu ohromnou sumu 1000 zlatých. Po zrušení konventu bylo vybavení kaple rozptýleno. Schweiglův krucifix, který byl oceňován již za jeho života, byl prodán do kostela v Lysicích. Dvojice Knollerových obrazů se ocitly v soukromých sbírkách a jejich kopie jsou dnes umístěny na zdi ambitu.

## Architektura

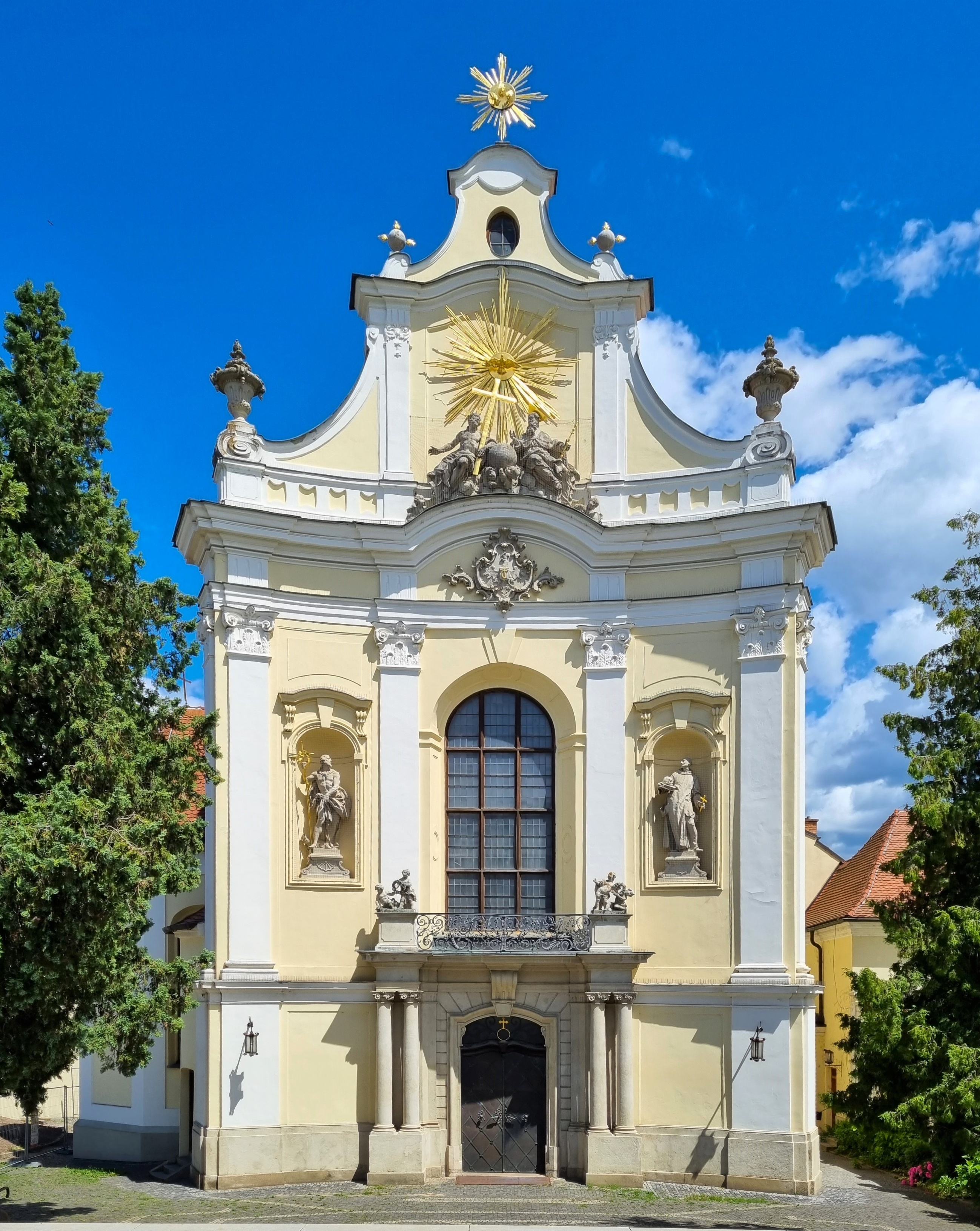
Průčelí kostela

Orientovaná stavba má v jádru dochovanou převážně gotickou podobu s barokními úpravami. Jedná se prostý halový kostel s přístavky podle ustáleného kartuziánského vzoru oratoria. Fasáda lodi je jednoduchá, prolomená obloukovými, původně hrotitými okny. Polygonální presbytář má pětici hrotitých oken a je podepřen odstupňovanými pilíři. Na jižní a severní straně lodi se nachází dvojice obdélných trojboce zakončených prostor bývalé sakristie a kapitulní síně. Mariánská kaple má zvenčí pětiboký půdorys a z vnitřku je oválná. Vrchol střechy korunuje sanktusník v rokokových formách.
Kulisovitá západní fasáda členěná pilastry je konkávně prohnutá. Na bocích jsou profilované niky se sochami sv. Jana Křtitele a sv. Bruna. Uprostřed se nachází velké okno. Pilastry podpírají členité kladí. Průčelí završuje volutový štít s vázami a sousoším Nejsvětější Trojice, pod kterým je roccailový znak kláštera s písmeny CT (Cella Trinitatis) na moravské orlici. Vstup do kostela je tvořen sloupovým portálem s balkonem s kovaným zábradlím se soškami hrajících si puttů na postamentech. Průčelí i sochařská výzdoba je dílem Ondřeje Schweigla datovaná před rokem 1770 na pravém soklu portálu.
Interiér lodi je zaklenut sedmi poli křížové žebrové klenby s paprsčitým závěrem. Žebra hruškového profilu se protínají v hladkých svornících a dosedají na jehlancové konzoly, které jsou posazeny na ploché příložky. Po obvodu interiéru obíhá výrazná kordonová štuková římsa se zubořezem. Západní stranu vyplňuje kruchta z konce 19. století. Prostor původně přetínalo lektorium, které oddělovalo chór otců a chór bratří. Jeho stopa je vyznačena v mramorové dlažbě. Vstupy do bočních kaplí jsou lemovány mramorovým ostěním s kovanými dveřmi. Zaklenutí těchto prostor je totožné s lodí.
Do prostoru před severní stranou kostela byla druhotně osazena socha sv. Jana Nepomuckého z poloviny 18. století. Před západním průčelím stojí kamenný kříž darovaný manžely Martinem a Barborou Kamenickými z roku 1871 od sochaře Josefa Břenka.

## Vnitřní výzdoba

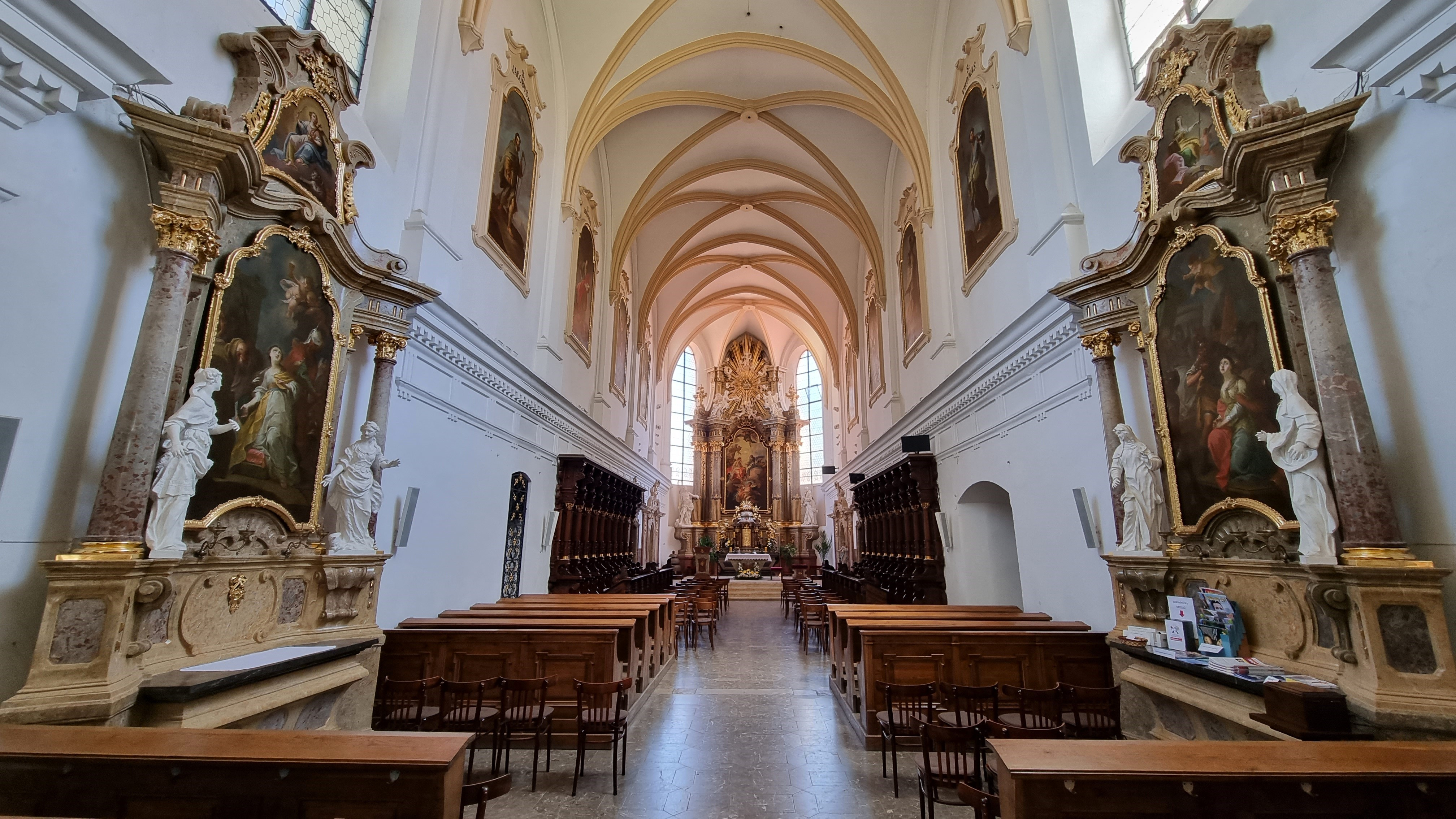
Interiér

Z nejstaršího vybavení pochází soubor pozdně renesančních vyřezávaných dubových lavic z roku kolem 1600. Za jejich autora je považován díky příbuznosti jiných prací truhlář Emerich Thurn, který je doložen v účtech za chórové lavice v brněnském jezuitském kostele. Skládají se ze dvou dvojic. Vetší je umístěná v chóru otců a menší nacházejících se původně v chóru bratří. Jejich čela zdobí bohatě vyřezávané ornamenty, z nichž vynikají různorodé lidské hlavičky. Vrcholová římsa byla v 19. století opatřena pseudorokokovým nástavcem. Menší lavice jsou v současnosti ve sbírkách v Muzeu města a Brna (datována 1604) a pražského Uměleckoprůmyslového muzea.

### Oltáře
V závěru presbytáře se nachází zděný hlavní oltář pokrytý umělým mramorem (datovaný na menze 1763). Ve středu sloupového retabula se nachází obraz Nejsvětější Trojice od malířky Renaty Bartoňové. Ta využila olejovou skicu Josefa Sterna, která byla učena pro obraz na hlavní oltář kostela v Drnholci. Na postranních konzolách stojí štukové sochy sv. Jana Křtitele a sv. Bruna. Nástavec s vázami a anděly má ve středu zlacený tetragram v trojúhelníku. Tabernákl ve formě glorietu doprovází dvojice zlacených adorujících andělů. Sochařská složka je prací dílny Ondřeje Schweigla, která následně vyzdobila ostatní oltáře.
Dvojici bočních oltářů dominují obrazy od Felixe I. Leichera z roku 1769. Na pravém oltáři se nachází výjev Mučení sv. Apolonie. Scénu doplňují štukové sochy křesťanských panen. Jejich určení je vzhledem k absenci atributů obtížné. Pravá socha má u nohou beránka, a tak by se mohlo jednat o sv. Anežku Římskou. Protějšek by mohl zobrazovat naopak sv. Dorotu. V nástavci je pak drobný kasulový obraz sv. Tekly od Josefa T. Rottera. Levý oltářní obraz znázorňuje Stětí sv. Barbory. Po stranách se nacházejí sochy anonymních svatých řeholnic. Nástavcový obraz sv. Kateřiny měl dodat také Rotter, ale vzhledem k jeho úmrtí dokončil zakázku Josef Stern.

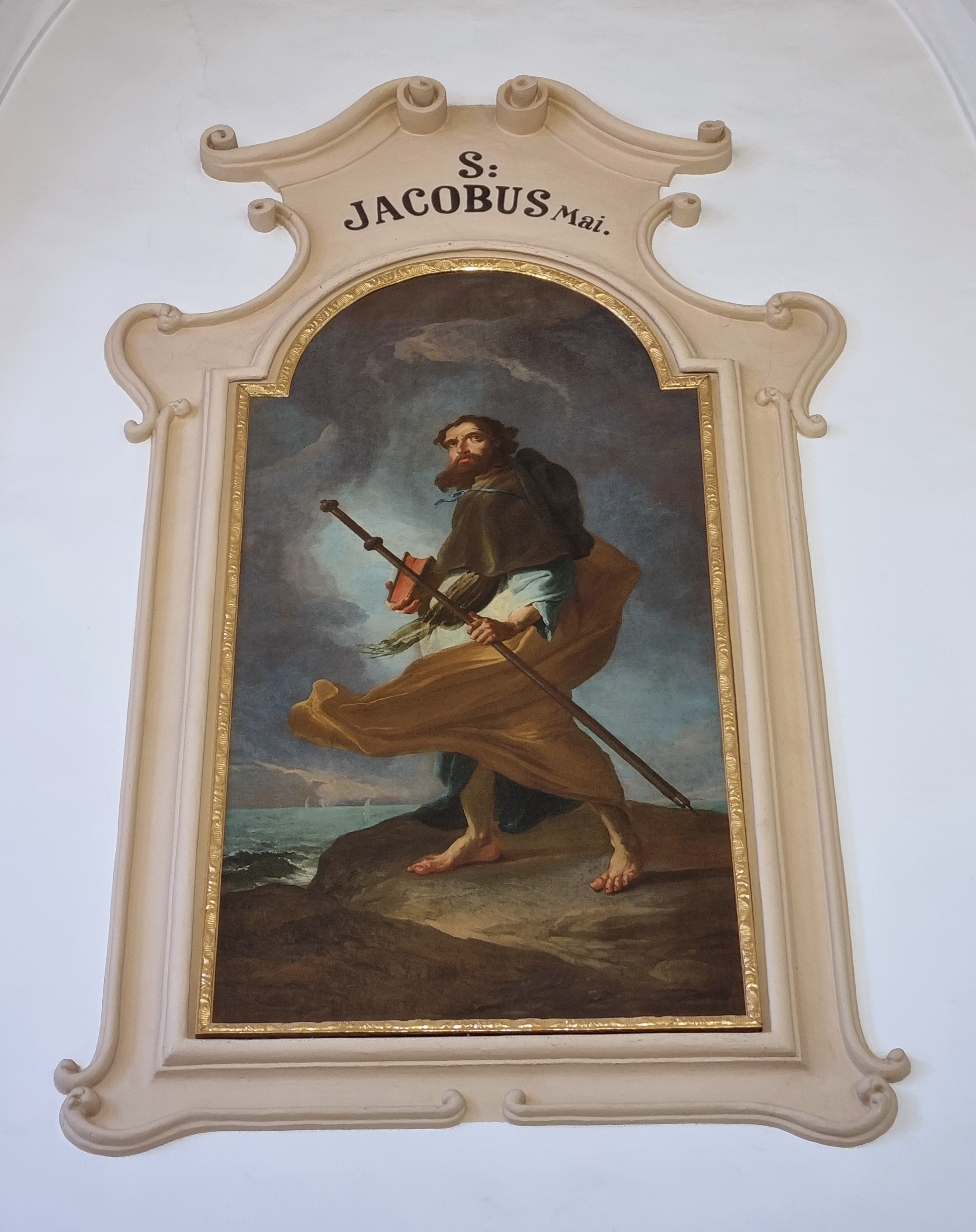
Obraz sv. Jakuba Většího: Josef Stern (po 1765)

Po obvodu kostela je ve štukových rámem rozvěšen cyklus obrazů dvanácti apoštolů od Josefa Sterna zřejmě z doby po roce 1765. Dva poslední obrazy na západní straně jsou díky nověji vestavěným varhanám téměř nedostupné. Z kvalitativně rozkolísaného souboru nejvíce vynikají obrazy sv. Jana Evangelisty, sv. Pavla nebo sv. Jakuba Většího.
Na zeď do západní stěny malého ambitu byl upevněn znak kartouzy, který pochází z portálu zbořeného řeholního domu, který stál do roku 1887 na místě dnešní školy na Rašínově. Portál byl ale zachráněn a vestavěn do dvora novostavby. Z poškozeného znaku byla vytvořena kopie, která byla vrácena na portál. S prací na znaku je spojována dílna Ondřeje Schweigla. Na chodbě poblíž jsou rozvěšeny kopie Knollerových pláten z kaple sv. Máří Magdalény od Josefa Svítila a také obraz Modlícího se sv. Víta z farního chrámu obce, který byl zbořen v roce 1785.

### Švédská kaple
Vlevo od vstupu do kostela se vstupuje do oválné mariánské kaple, zvané Švédská. Vstup je uzavřen kovanou mříží s rocaillovými motivy a akanty. Strohému interiéru dominuje mramorový oltář od Ondřeje Schweigla. Ve středu se v zaskleném rámu nachází kopie milostného obrazu Panny Marie Dobré Rady z italského Genazzana. Barokní obraz v mosazném rokokovém rámu vznikl po roce 1645 snad podle renesanční předlohy. V nástavci je trojice zlacených andílků. Schweigl je též autorem grafického návrhu podle tohoto obrazu. Tato grafika tak mohla běžným lidem zprostředkovat jinak nepřístupný obraz v rámci klauzury. Obraz nese stopy poškození (až 48 děr od kulek) během švédského obléhání Brna roku 1645. Část průstřelů je zvýrazněna drobnými hvězdami. Součástí vybavení kaple je i dvojice cínových svícnů z původního počtu čtyř.
Na kopuli klenby je v centru vymalován Bůh Otec s holubicí Ducha svatého, které obklopují andělé. Téma fresky zle chápat jako Oslava katolické víry a církve příp. Triumf Víry. Tu jako svoji poslední práci v kostel vymaloval po roce 1770 Franz A. Maulbertsch.

### Andělská kaple, bývalá sakristie

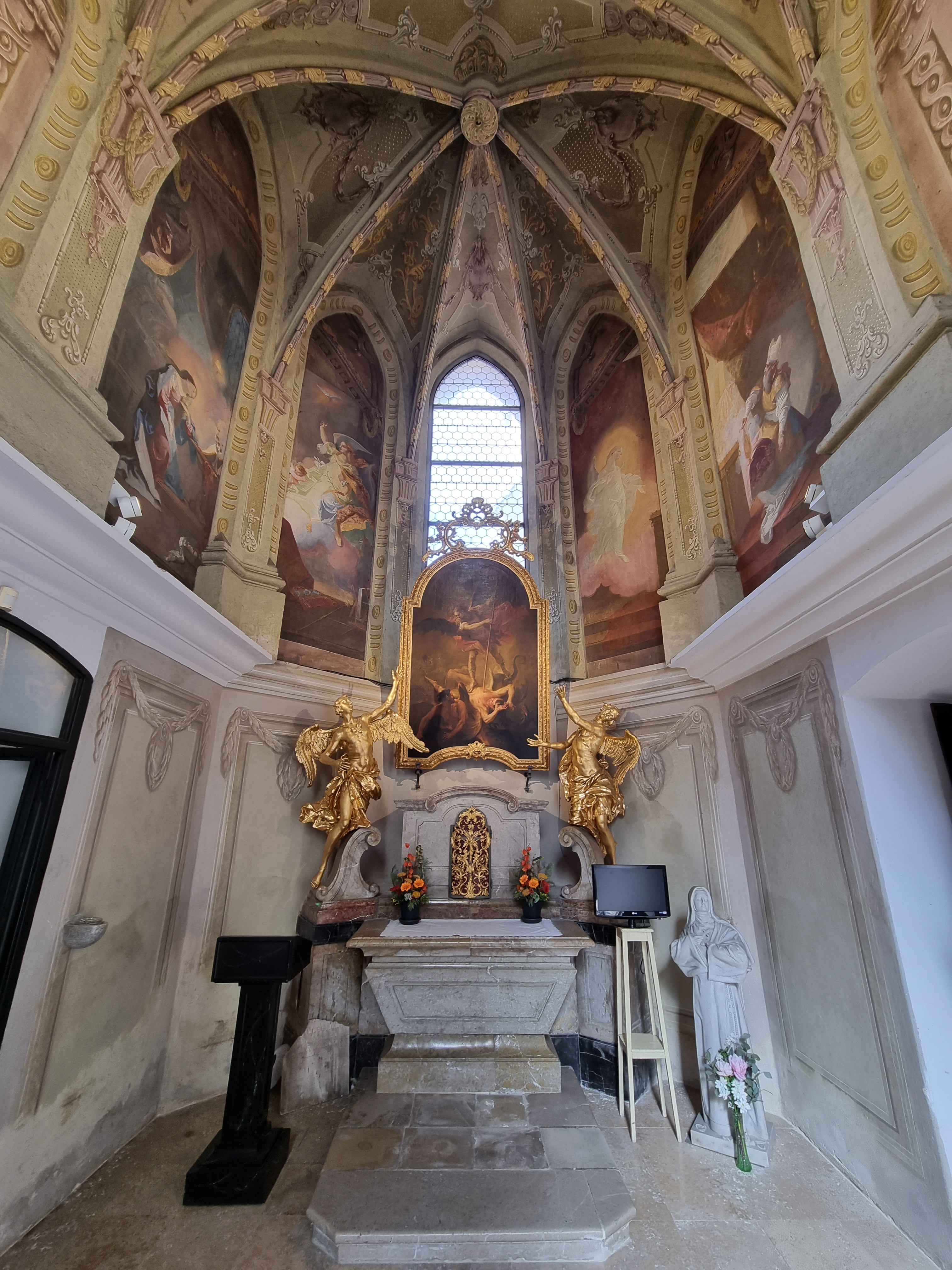
Andělská kaple: oltář s obrazem od Martina J. Schmidta, sochami Ondřeje Schweigla a freskami Franze A. Maulbertsche

Oltář na východní straně kaple má obraz Vítězství Archanděla Michaela nad padlými anděly od rakouského malíře Martina Johanna Schmidta, zv. Kremserschmidt datovaným k roku 1772. Velcí zlacení andělé na voltových podstavcích oltáře jsou od Ondřeje Schweigla (datováno 1769). Součástí vybavení byly také dva obrazy sv. Bruna a sv. Jana Křtitele z let (1765–1766) od Caspara Franze Sambacha, které byly po zrušení kláštera prodány do kostela v Královopolských Vážanech, a zde umístěny na boční oltáře.
Freskovou výzdobu vytvořil v roce 1769 Franz A. Maulbertsch. Malby v iluzivních architektonických rámech k sobě tvoří analogické dvojice na téma snu, vize a zvěstování. Znázorňují od západu: Sen sv. Josefa, naproti, Vize proroka Elijáše. Dále nejednoznačná scéna interpretována jako Jozue u Jericha, příp. Zjevení soudce Gedeóna nebo Anděl žehná vojevůdci Naamánovi, naproti se nachází Zjevení sv. Jana na ostrově Patmos. V závěru kaple jsou fresky děleny kvůli náběhu žebrové klenby na dvě části: vlevo je Zvěstování Panně Marii a vpravo Zvěstování sv. Zachariášovi o narození Jana Křtitele. Klenbu pokrývá bohatý rokokový vegetabilní dekor.

### Kaple Zvěstování, bývalá kapitulní síň
Nad oltářní menzou je umístěno sousoší Zvěstování Panně Marii pocházející z druhé čtvrtiny 18. století patrně z dílny Ondřeje Schweigla. Pro prostor namaloval Maulbertsch obraz sv. Jana Nepomuckého, který byl ale po zrušení kláštera předán do kostela v Prosiměřicích, kde se jeho stopy ztrácí. Byly zde rovněž nalezeny zbytky původní gotické výmalby červeným kvádrováním.

Fresky vytvořil rovněž F. Maulbertsch. Oproti přecházející kapli, byly malby ale značně poničené a jsou zrekonstruovány nebo úplně chybí. O původní ikonografii se můžeme dozvědět ze záznamu historiografa Janna P. Cerroniho. Spojují historická a i morálně-kontemplativní témata. Jsou to od západu: Zatčení Jana Nepomuckého Václavem IV., naproti dnes zničená freska zobrazovala Založení královopolské kartouzy markrabětem Janem Jindřichem. V dalších polích: Zpověď královny Žofie u Jana Nepomuckého, naproti fragmentární Modlitba sv. Bruna. Fresky v závěru jsou znovu přerušeny na části: Alegorie Církve/Víry a naproti poničené Vidění sv. Huga se založením mateřského kláštera.

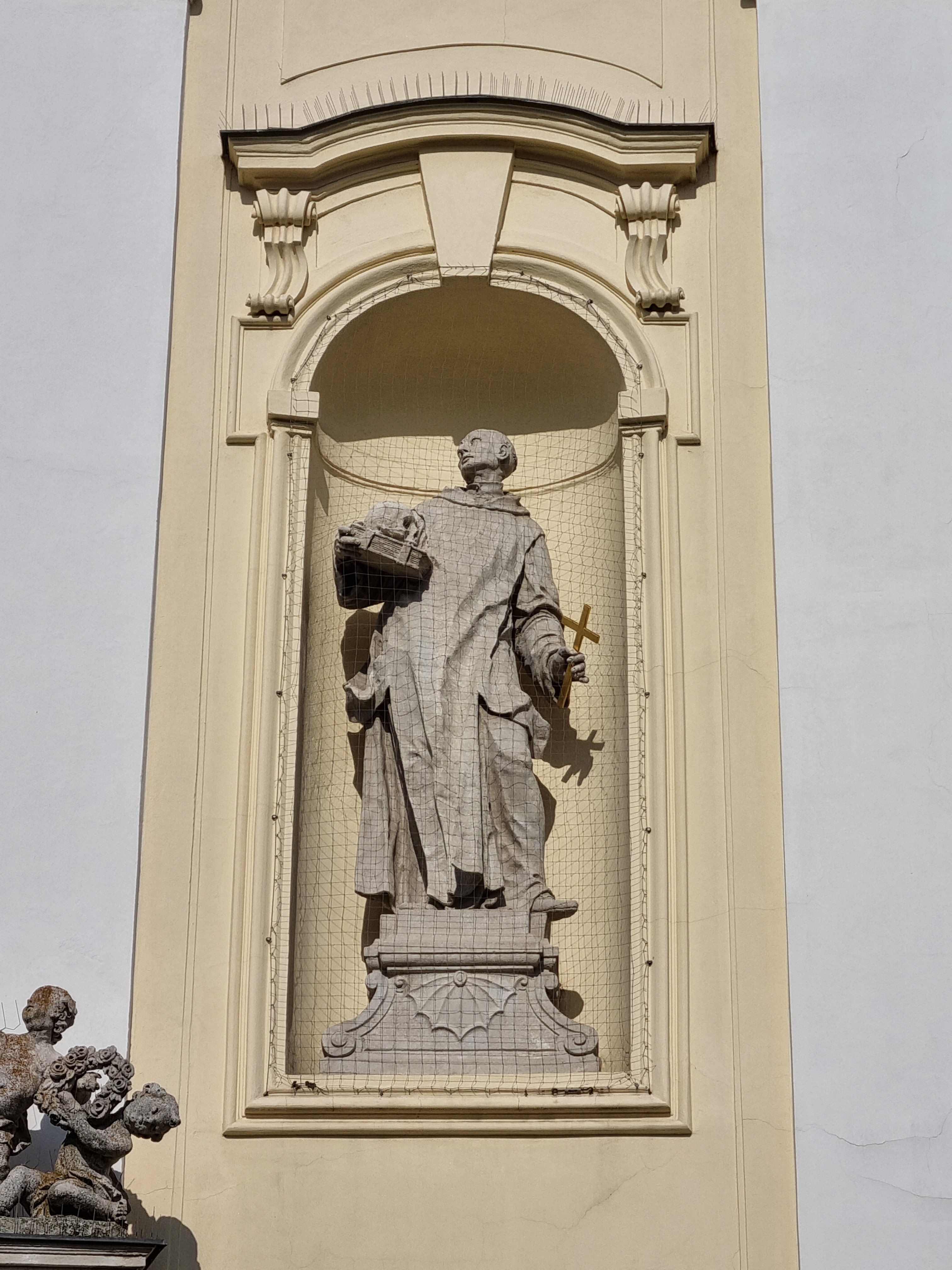
Socha sv. Bruna: Ondřej Schweigl (před 1770)
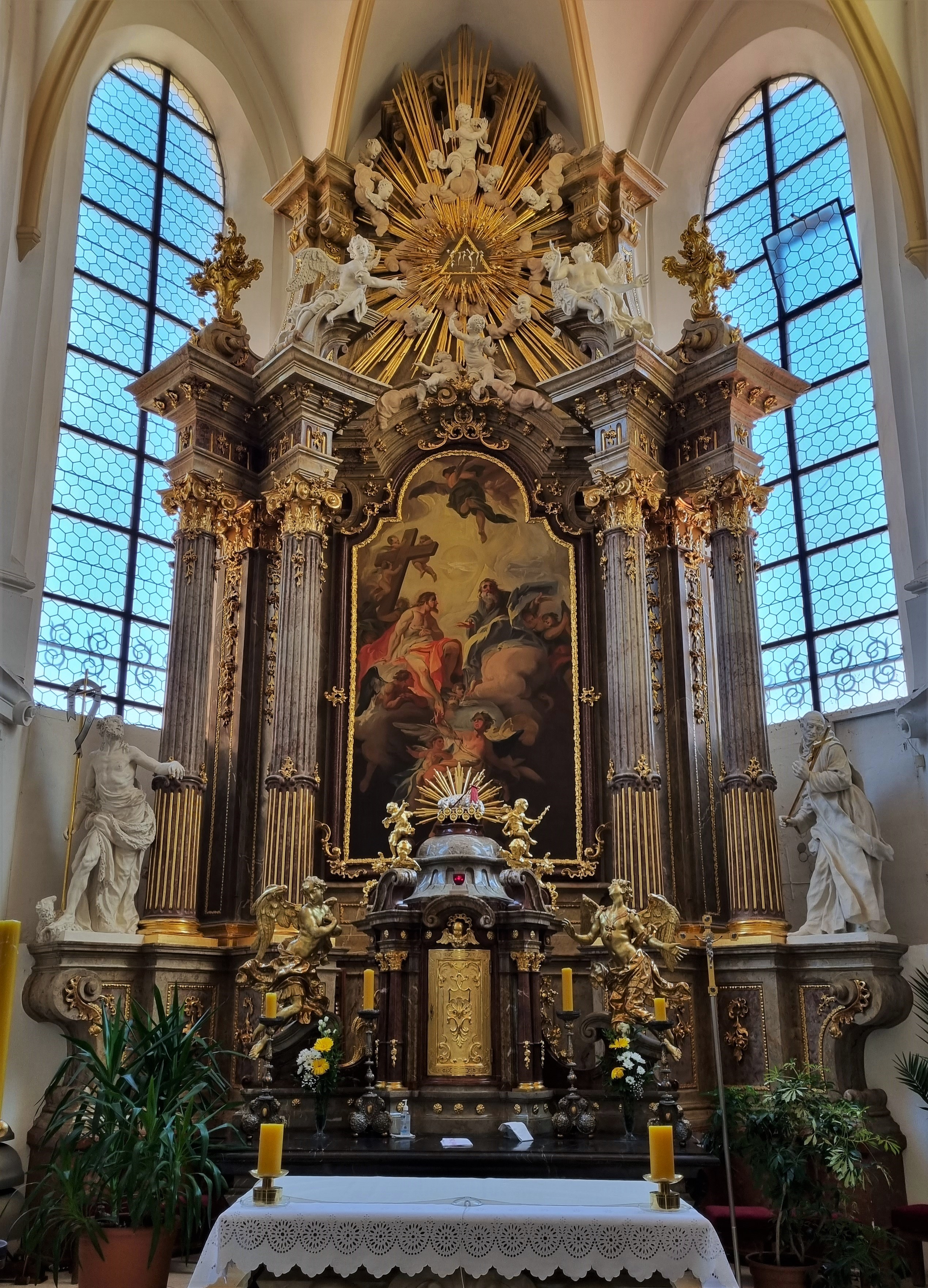
Hlavní oltář: obraz kopie podle Josefa Sterna, sochy Ondřej Schweigl (1763)
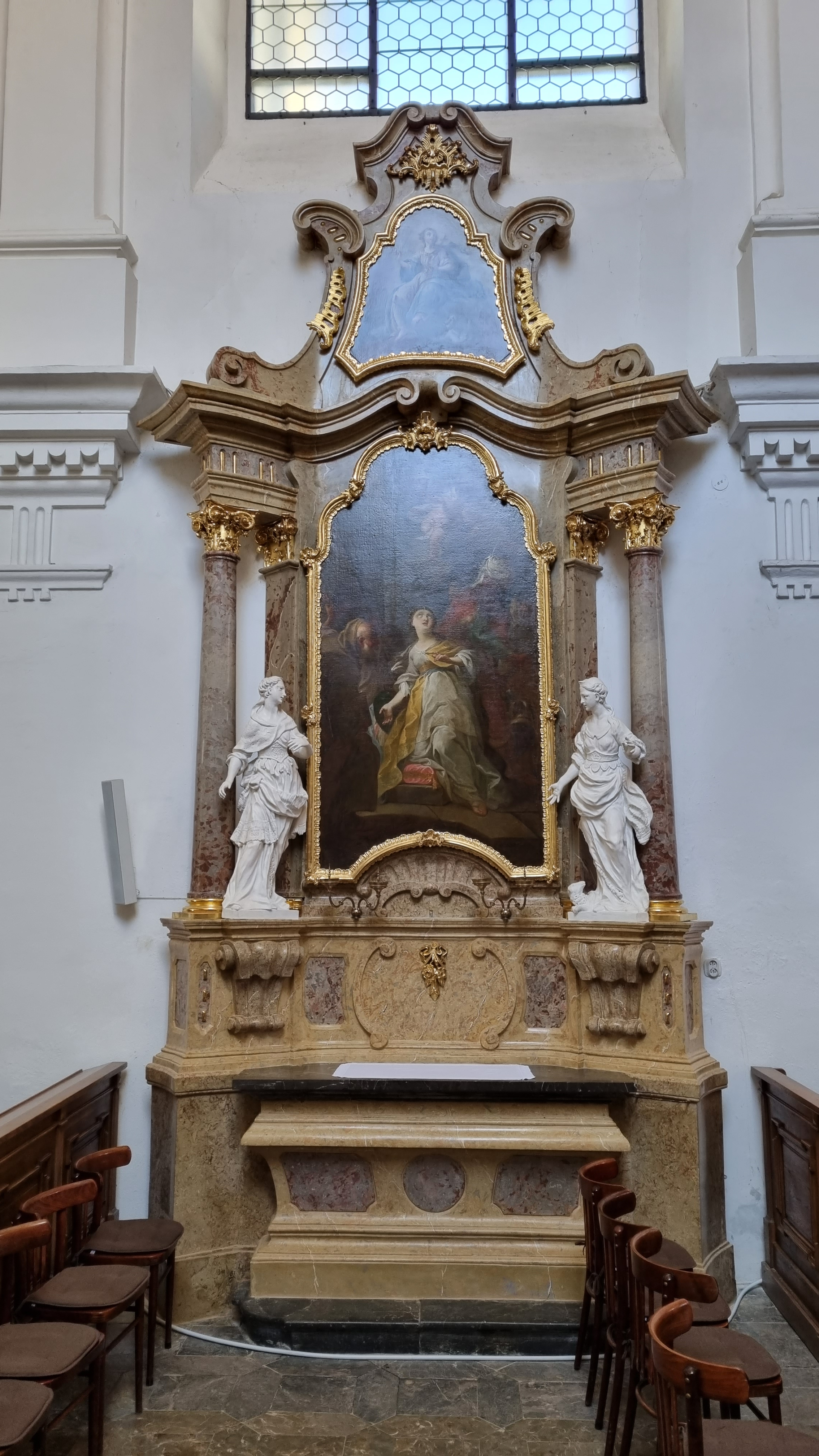
Oltář sv. Barbory: obraz Felix I. Leicher (1769), sochy Ondřej Schweigl (kol. 1763)
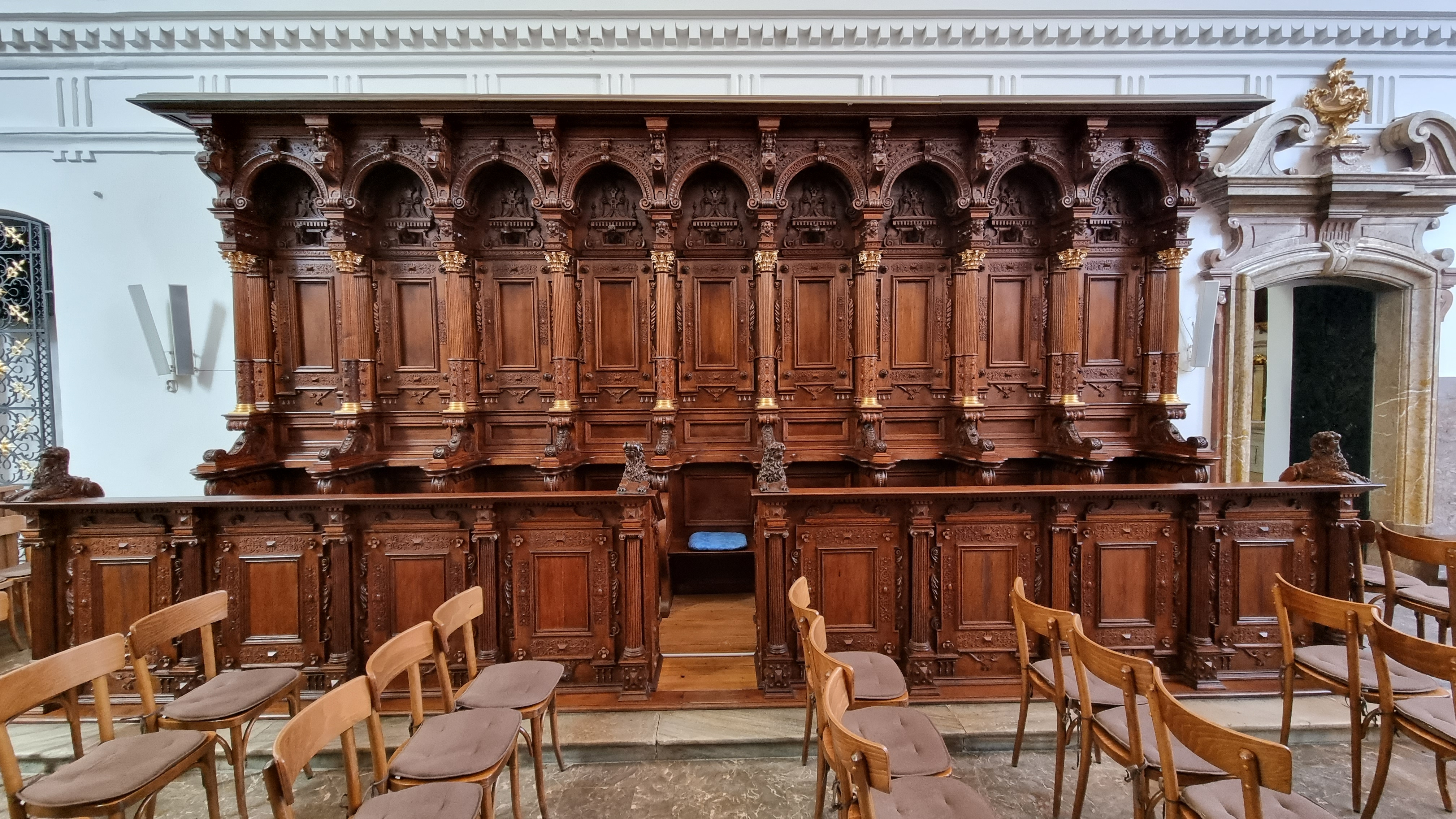
Chórové lavice: Emerich Thurn (kol. 1600)
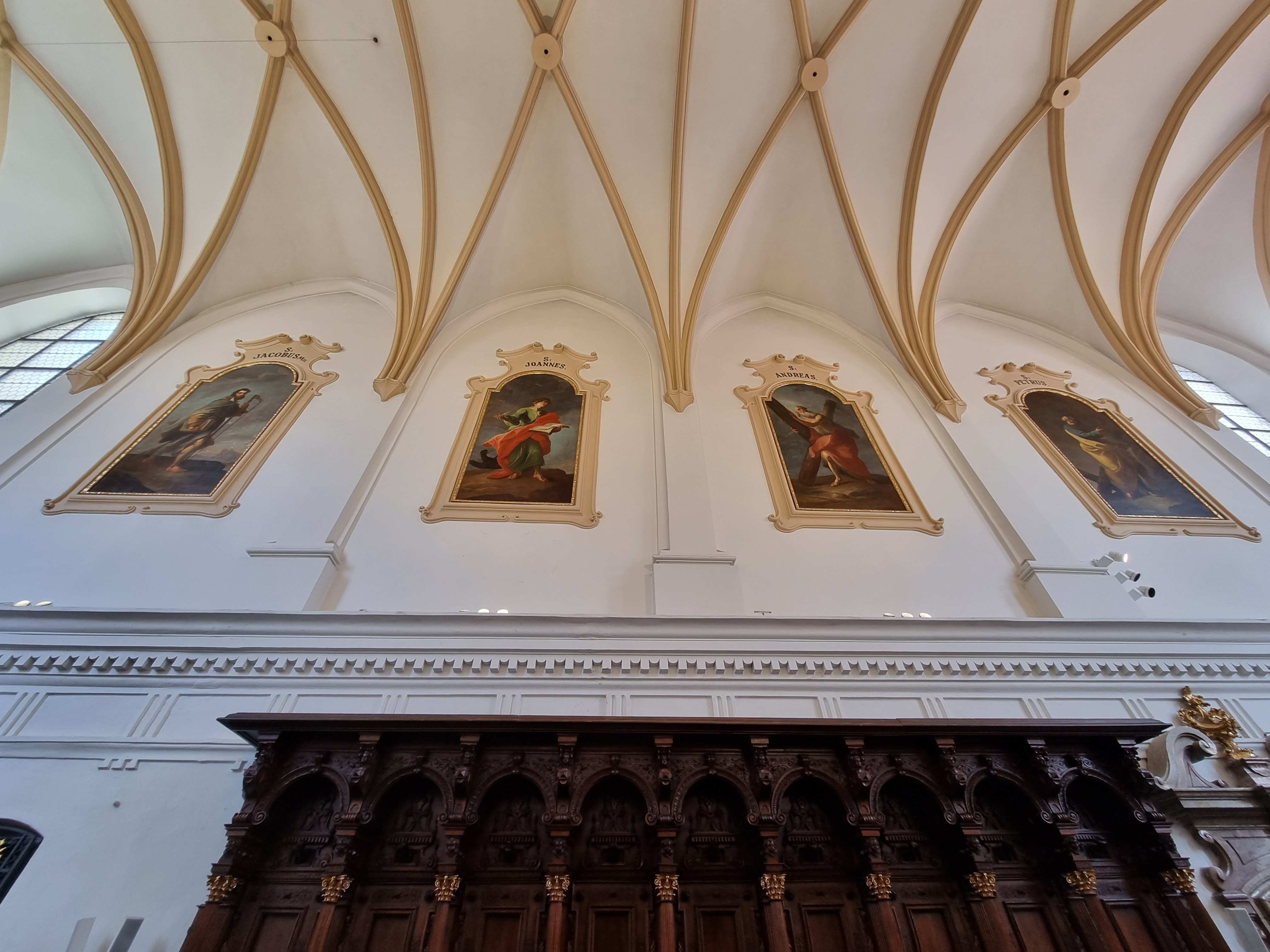
Obrazy apoštolů: Josef Stern (po 1765)
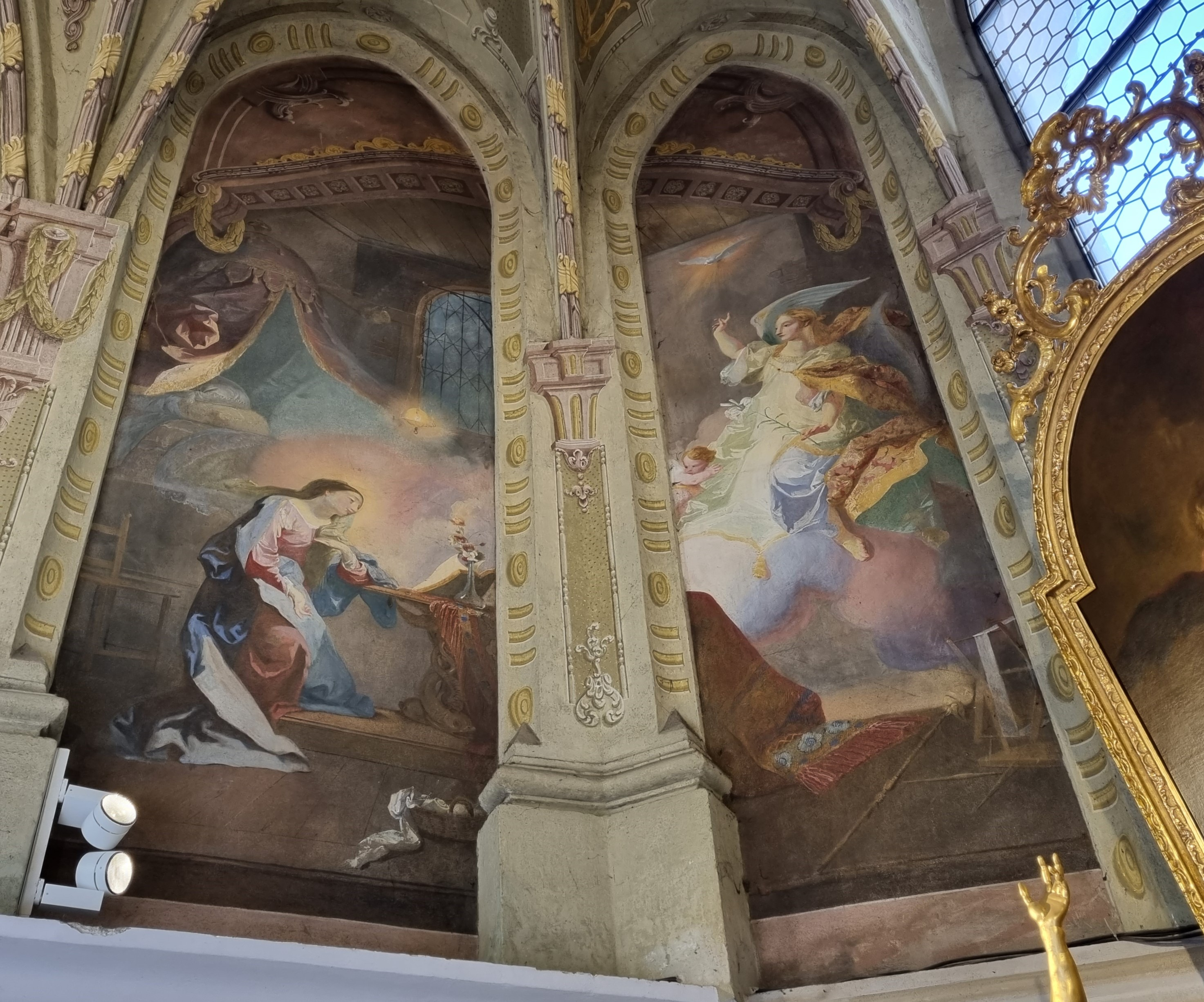
Freska Zvěstování P. Marii: Franz A. Maulbertsch (1769)
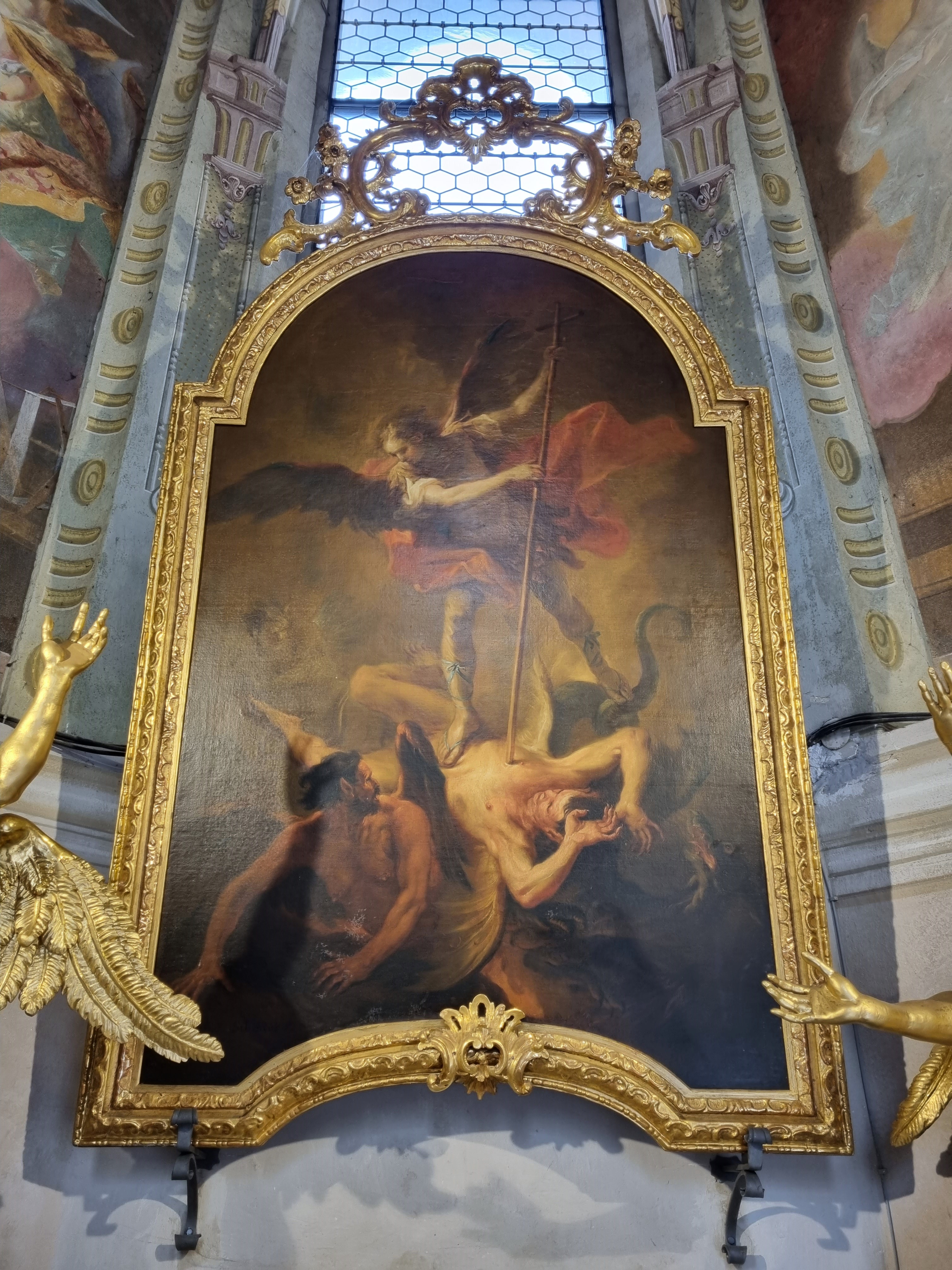
Obraz Vítězství Archanděla Michaela nad padlými anděly: Martin J. Schmidt (1772)
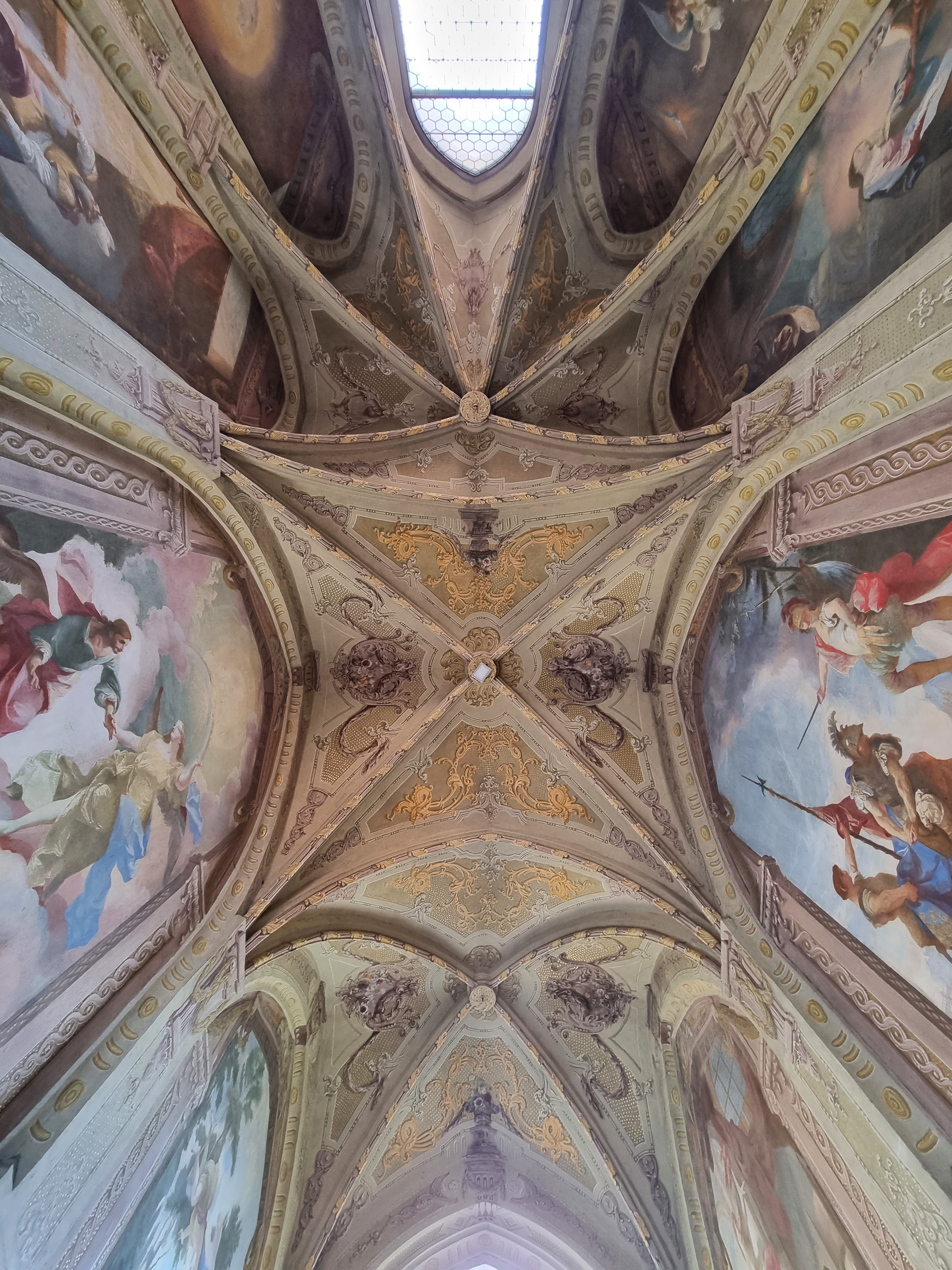
Klenba Andělské kaple
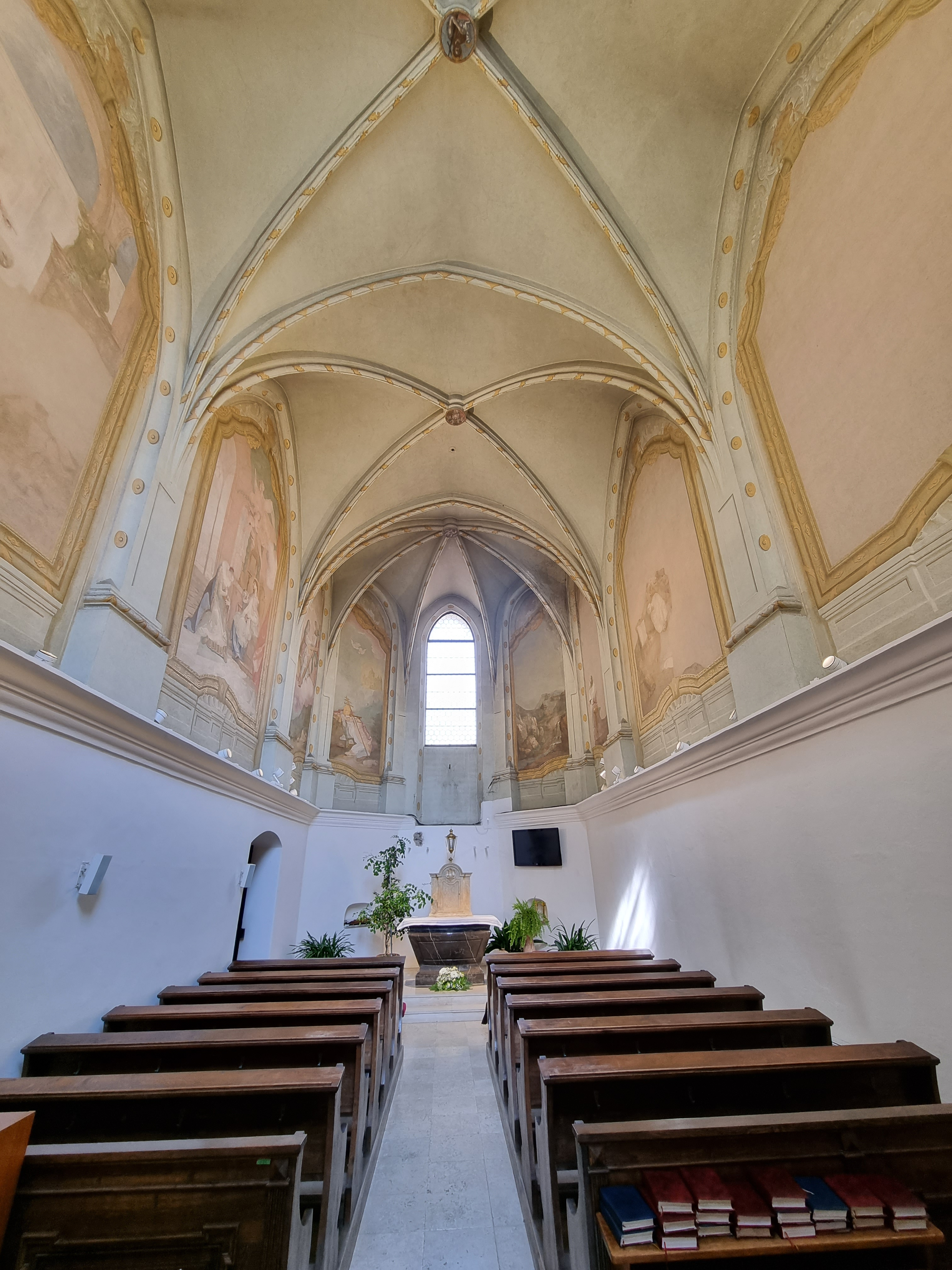
Kaple Zvěstování
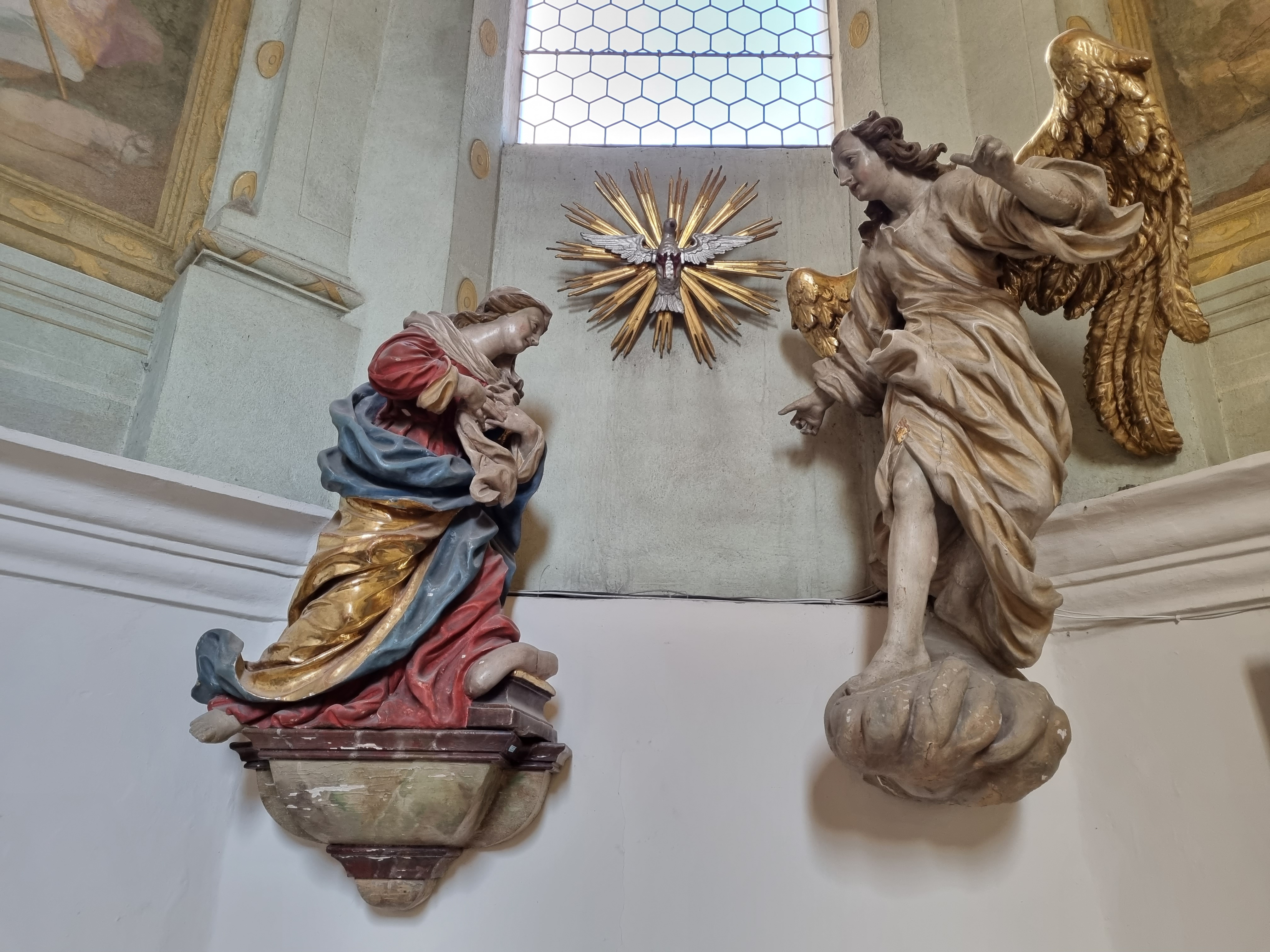
Sousoší Zvěstování (2. čtvrt. 18. stol.)
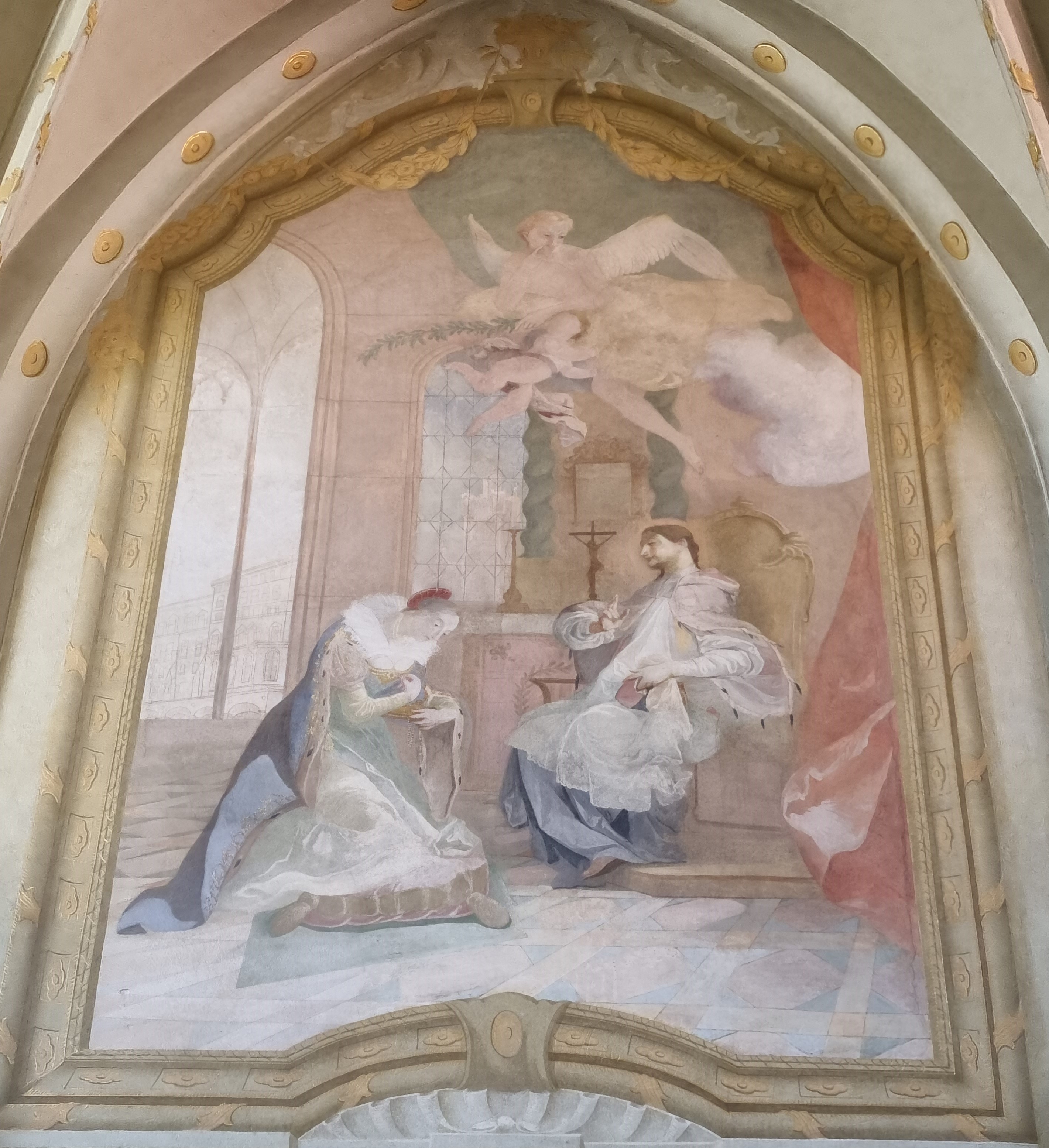
Freska Zpověď královny Žofie u Jana Nepomuckého – Franz A. Maulbertsch (1769)
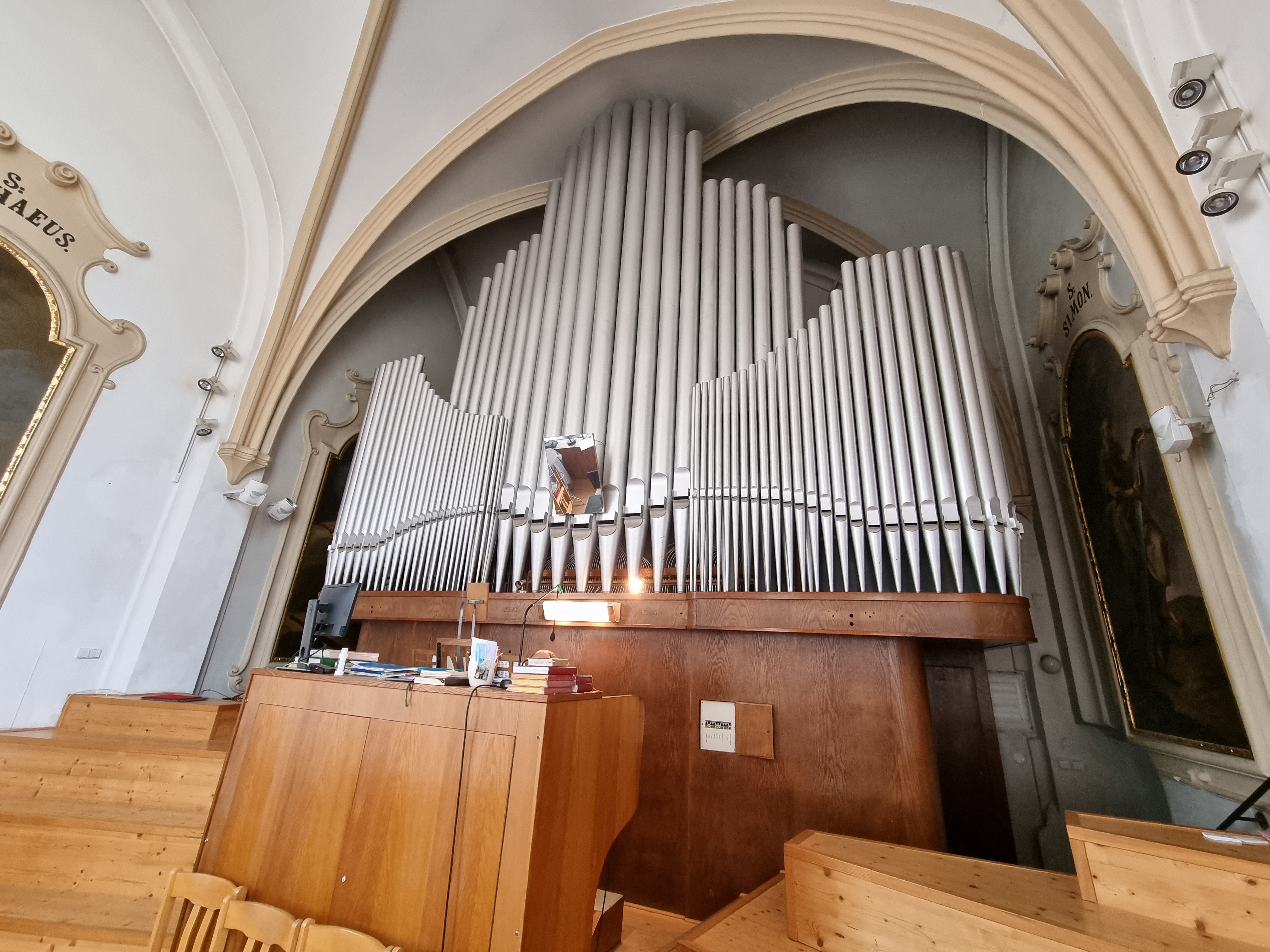
Varhany